# غريشام
غريشام، أوريغون، هي مدينة في ولاية أوريغون الأمريكية.

## التركيبة السكانية
حدّد مكتب تعداد الولايات المتحدة بيانات التركيبة السكانية لغريشام في تعداد الولايات المتحدة. في ما يلي، التركيبة السكانية حسب تعدادي 2000 و2010.

### تعداد عام 2000
بلغ عدد سكان غريشام 90,205 نسمة بحسب تعداد عام 2000، وبلغ عدد الأسر 33,327 أسرة وعدد العائلات 22,683 عائلة مقيمة في المدينة. في حين سجلت الكثافة السكانية 1,473.2 نسمة لكل كيلومتر مربع (3,815.6/ميل2). وبلغ عدد الوحدات السكنية 35,309 وحدة بمتوسط كثافة قدره 576.7 لكل كيلومتر مربع (1,493.6/ميل2).
وتوزع التركيب العرقي للمدينة بنسبة 82.72% من البيض و1.89% من الأمريكيين الأفارقة و0.94% من الأمريكيين الأصليين و3.33% من الأمريكيين ذوي الأصول الآسيوية و0.27% من سكان جزر المحيط الهادئ و7.02% من الأعراق الأخرى و3.82% من عرقين مختلطين أو أكثر و11.90% من الهسبانيون أو اللاتينيون من أي عرق.
بلغ عدد الأسر 33,327 أسرة كانت نسبة 39.1% منها لديها أطفال تحت سن الثامنة عشر تعيش معهم، وبلغت نسبة الأزواج القاطنين مع بعضهم البعض 50.9% من أصل المجموع الكلي للأسر، ونسبة 12% من الأسر كان لديها معيلات من الإناث دون وجود شريك، بينما كانت نسبة 5.1% من الأسر لديها معيلون من الذكور دون وجود شريكة وكانت نسبة 31.9% من غير العائلات. تألفت نسبة 24.3% من أصل جميع الأسر من عدة أفراد يعيشون في نفس المنزل ونسبة 7.8% كانت تتألف من شخص يعيش بمفرده يبلغ من العمر 65 عاماً أو أكثر. وبلغ متوسط حجم الأسرة المعيشية 2.67، أما متوسط حجم العائلات فبلغ 3.17.
بلغ العمر الوسطي للسكان 32.5 عاماً. وكانت نسبة 27.5% من القاطنين تحت سن الثامنة عشر، وكانت نسبة 11.1% بين الثامنة عشر والرابعة والعشرين عاماً، ونسبة 30.2% كانت واقعةً في الفئة العمرية ما بين الخامسة والعشرين والرابعة والأربعين عاماً، ونسبة 21% كانت ما بين الخامسة والأربعين والرابعة والستين، ونسبة 9% كانت ضمن فئة الخامسة والستين عاماً فما فوق. يوجد لكل 100 أنثى 98.2 ذكر، ويوجد لكل 100 أنثى في الثامنة عشر من عمرها فما فوق 95.5 ذكر.
بلغ متوسط دخل الأسرة في المدينة 43,442 دولارًا، أما متوسط دخل العائلة فبلغ 51,126 دولارًا. وكان متوسط دخل الذكور 37,701 دولارًا مقابل 27,744 دولارًا للإناث. وسجل دخل الفرد الخاص بالمدينة 19,588 دولارًا. وكانت نسبة 8.4% من العائلات ونسبة 12.5% من السكان تحت خط الفقر، وكان من هؤلاء نسبة 17.8% تحت سن الثامنة عشر ونسبة 6.7% في الخامسة والستين من العمر وما فوق.

### تعداد عام 2010
بلغ عدد سكان غريشام 105,594 نسمة بحسب تعداد عام 2010، وبلغ عدد الأسر 38,704 أسرة وعدد العائلات 25,835 عائلة مقيمة في المدينة. في حين سجلت الكثافة السكانية 1,724.5 نسمة لكل كيلومتر مربع (4,466.4/ميل2). وبلغ عدد الوحدات السكنية 41,015 وحدة بمتوسط كثافة قدره 669.9 لكل كيلومتر مربع (1,735.0/ميل2).
وتوزع التركيب العرقي للمدينة بنسبة 76.01% من البيض و3.53% من الأمريكيين الأفارقة و1.27% من الأمريكيين الأصليين و4.27% من الأمريكيين ذوي الأصول الآسيوية و0.68% من سكان جزر المحيط الهادئ و9.76% من الأعراق الأخرى و4.48% من عرقين مختلطين أو أكثر و18.93% من الهسبانيون أو اللاتينيون من أي عرق.
بلغ عدد الأسر 38,704 أسرة كانت نسبة 36.9% منها لديها أطفال تحت سن الثامنة عشر تعيش معهم، وبلغت نسبة الأزواج القاطنين مع بعضهم البعض 46.6% من أصل المجموع الكلي للأسر، ونسبة 14.3% من الأسر كان لديها معيلات من الإناث دون وجود شريك، بينما كانت نسبة 5.9% من الأسر لديها معيلون من الذكور دون وجود شريكة وكانت نسبة 33.2% من غير العائلات. تألفت نسبة 25.2% من أصل جميع الأسر من عدة أفراد يعيشون في نفس المنزل ونسبة 8.8% كانت تتألف من شخص يعيش بمفرده يبلغ من العمر 65 عاماً أو أكثر. وبلغ متوسط حجم الأسرة المعيشية 2.69، أما متوسط حجم العائلات فبلغ 3.22.
بلغ العمر الوسطي للسكان 33.6 عاماً. وكانت نسبة 26.4% من القاطنين تحت سن الثامنة عشر، وكانت نسبة 10.2% بين الثامنة عشر والرابعة والعشرين عاماً، ونسبة 28.2% كانت واقعةً في الفئة العمرية ما بين الخامسة والعشرين والرابعة والأربعين عاماً، ونسبة 24.4% كانت ما بين الخامسة والأربعين والرابعة والستين، ونسبة 10.7% كانت ضمن فئة الخامسة والستين عاماً فما فوق. وتوزع التركيب الجنسي للسكان بنسبة 49% ذكور و51% إناث.

## المناخ
يظهر الجدول التالي التغييرات المناخية على مدار السنة لغريشام:
| البيانات المناخية لـغريشام        | البيانات المناخية لـغريشام | البيانات المناخية لـغريشام | البيانات المناخية لـغريشام | البيانات المناخية لـغريشام | البيانات المناخية لـغريشام | البيانات المناخية لـغريشام | البيانات المناخية لـغريشام | البيانات المناخية لـغريشام | البيانات المناخية لـغريشام | البيانات المناخية لـغريشام | البيانات المناخية لـغريشام | البيانات المناخية لـغريشام | البيانات المناخية لـغريشام |
| الشهر                             | يناير                      | فبراير                     | مارس                       | أبريل                      | مايو                       | يونيو                      | يوليو                      | أغسطس                      | سبتمبر                     | أكتوبر                     | نوفمبر                     | ديسمبر                     | المعدل السنوي              |
| --------------------------------- | -------------------------- | -------------------------- | -------------------------- | -------------------------- | -------------------------- | -------------------------- | -------------------------- | -------------------------- | -------------------------- | -------------------------- | -------------------------- | -------------------------- | -------------------------- |
| متوسط درجة الحرارة الكبرى °ف (°م) | 46 (8)                     | 51 (11)                    | 56 (13)                    | 62 (17)                    | 69 (21)                    | 75 (24)                    | 82 (28)                    | 82 (28)                    | 77 (25)                    | 65 (18)                    | 53 (12)                    | 46 (8)                     | 64 (18)                    |
| متوسط درجة الحرارة الصغرى °ف (°م) | 34 (1)                     | 36 (2)                     | 39 (4)                     | 42 (6)                     | 47 (8)                     | 52 (11)                    | 55 (13)                    | 55 (13)                    | 51 (11)                    | 44 (7)                     | 40 (4)                     | 35 (2)                     | 44 (7)                     |
| الهطول إنش (مم)                   | 6.09 (155)                 | 5.16 (131)                 | 4.40 (112)                 | 3.65 (93)                  | 2.83 (72)                  | 2.20 (56)                  | 0.94 (24)                  | 1.10 (28)                  | 2.00 (51)                  | 3.34 (85)                  | 6.53 (166)                 | 6.61 (168)                 | 44.85 (1٬139)              |
| المصدر:                           |                            |                            |                            |                            |                            |                            |                            |                            |                            |                            |                            |                            |                            |

## توأمة
لغريشام اتفاقيات توأمة مع كل من:
- إبيتسو
- سوكوتشو
- أويري

## أعلام
- ديريك غوستافسون
- بيل جونسون